# Colorado Jazz Party
Die Colorado Jazz Party war eine Reihe von jährlichen Jazzfestivals des Traditional Jazz und Mainstream Jazz in Colorado. Sie begannen 1963 in Aspen im Jerome Hotel, initiiert von dem Millionär und Geschäftsmann aus Denver Dick Gibson und Maddie Gibson für eine private Party am Labor Day Wochenende (Anfang September).
Wegen des großen Erfolgs wiederholten sie das 1964 in Vail (Casino Vail). Danach wanderten sie nach Colorado Springs (Broadmoor Hotel) und schließlich nach Denver. Gibson wiederholte das bis in die 1990er Jahre (er starb 1998), in einer Zeit als insbesondere in den 1960er Jahren Jazz und speziell traditioneller Jazz von anderen Musikrichtungen auf Festivals und in Clubs verdrängt wurde. Die Partys, bei denen die Musiker am Wochenende in Jam-Sessions spielten, lockten international Publikum an, das allerdings häufig auf Wartelisten gesetzt wurde wegen des beengten Raumes auf den Partys. Heute tragen verschiedene Jazz-Partys und Festivals in Colorado und zahlreichen anderen Orten der USA die Tradition der Jazz Partys fort, zum Beispiel das Vail Jazz Festival.
Bei den Colorado Jazz Partys spielten unter anderem The World’s Greatest Jazz Band von Yank Lawson und Bob Haggart (eine All-Star-Band, auf Gibsons Initiative für die Jazz Partys 1968 gegründet), Cutty Cutshall, Eubie Blake, Peanuts Hucko, Bob Wilber, Carl Fontana, Bobby Hackett, Bud Freeman, Ralph Sutton, Cliff Leeman, Willie The Lion Smith, Gus Johnson, Budd Johnson, Vic Dickenson, Eddie Hubble, Teddy Wilson, Dick Hyman, Johnny Mince, Benny Carter, Clark Terry, Zoot Sims und Lou Stein.
1977 wurde der Film The Great Rocky Mountain Jazz Party von Vilis Lapenieks darüber gedreht. Es spielten in dem Film mit Frank Rosolino, Ruby Braff, Zoot Sims, Clark Terry, Milt Hinton, Gus Johnson, Major Holley, Phil Woods, Eubie Blake, Jon Faddis, Bob Wilber, Kenny Davern, Pee Wee Erwin, Joe Venuti, Buddy Tate, Billy Butterfield, Tommy Flanagan, Peanuts Hucko, Trummy Young, Lucille Armstrong (Ehefrau von Louis Armstrong), Flip Phillips, Roland Hanna, Ralph Sutton, Carl Fontana, Bucky Pizzarelli, Benny Carter, Dick Hyman, Bill Watrous, Roger Kellaway, Al Cohn, Al Grey, Budd Johnson, Buddy DeFranco, George Duvivier, Joe Newman, Ray Brown, Roy Haynes, Joe Wilder (Broadmoor Hotel 1976).